# 4-硝基氯苯
4-硝基氯苯是一种有机化合物，化学式为ClC6H4NO2。

## 制备
4-硝基氯苯在工业上由氯苯的硝化反应制备。
{\displaystyle \mathrm {ClC_{6}H_{5}+HNO_{3}\rightarrow ClC_{6}H_{4}NO_{2}+H_{2}O} }
反应除了4位的化合物外，还会生成2位的异构体（2位：4位＝1：2）。异构体可以通过蒸馏分离。4-硝基氯苯最初由Holleman等人通过对4-氯溴苯的硝化制备。